# Edward Leedskalnin
Edward Leedskalnin (en letó: Edvards Liedskalniņš) (Parròquia de Stāmeriena, Livònia, 12 de gener de 1887 - Miami, 7 de desembre de 1951) va ser un excèntric emigrant letó als Estats Units i un escultor amateur, que va construir pels seus propis mitjans el monument avui dia conegut com a Castell de Corall (anglès: Coral Castle), a Florida. També se'l coneix per les seves inusuals teories sobre el magnetisme.

## Biografia
D'acord amb l'allistament de la Primera Guerra Mundial, Edward Leedskalnin va néixer el 12 de gener de 1887 a la parròquia civil de Stāmeriena, a l'actual Letònia. De la seva infància se'n sap poc, a part que no va créixer en un ambient econòmicament gran i que només va arribar a cursar estudis fins quart de primària. Als 26 era el promès d'Agnes Scuffs, una noia 10 anys més jove que ell i a la qual més tard es referiria com el seu «Dolç Setze» (anglès: Sweet Sixteen), però un dia abans de la cerimònia ella va cancel·lar el casament. Uns anys més tard Leedskalnin va emigrar a Nord Amèrica, on va treballar en diverses serradores del Canadà, Califòrnia i Texas.
Va contreure tuberculosi, i al voltant de 1919 va emigrar al clima més favorable de Florida, on va comprar un petit lot de terra a Florida City. Durant els pròxims 20 anys Leedskalnin va viure en un immens monument de corall que va construir com a tribut a la noia que el va deixar anys enrere. Treballant sol i de nit Leedskalnin finalment va extreure i va esculpir al voltant d'1.000.000 kg (1.100 tones curtes) de corall en la fabricació del mencionat monument, al qual va nomenar «Parc de la Porta de Pedra»' (anglès: Rock Gate Park).
El 1936, a causa de l'edificació d'un nou lot planejat a la seva proximitat, Leedskalnin va decidir moure el ja començat "Rock Gate Park" del seu emplaçament original de Florida City a la seva situació actual a Homestead, on va comprar 4 ha de terra. Va dedicar els següents tres anys a moure les estructures del castell, pedra a pedra, cobrint la distància de 16 km entre ambdues localitats. Leedskalnin donava respostes educades però críptiques als visitants amb relació a les preguntes sobre el seu mètode de construcció, el qual avui dia continua sent un misteri. Malgrat la seva naturalesa reservada, finalment va obrir el seu monument al públic, oferint tours per 10 cèntims (l'equivalent a uns 1,67 $ / 1,27 € de 2013).
Al desembre de 1951 va deixar una nota a la seva entrada principal que deia "Going to the Hospital" («He anat al metge») i va agafar un autobús al Jackson Memorial Hospital a Miami. Va morir 3 dies més tard, als 64 anys.

## Obres
Durant la seva vida, Edward Leedskalnin va publicar cinc fullets, anunciant-los en diaris locals.
- A Book in Every Home. Containing Three Subjects: Ed's Sweet Sixteen, Domestic and Political Views[4]
- Magnetic Current; Mineral, Vegetable and Animal Life[5]
- Magnetic Current (19 pàgines)[6]
- Magnetic Base[7]
- Magnetic Current (4 pàginas)[8]

### Un Llibre a Cada Llar
El primer i més extens dels seus fullets és un tractat en educació moral, el qual només està impres a les pàgines de l'esquerra, i comença amb el següent prefaci: 
| « | Lector, si per algun motiu no t'agrada el que dic en aquest petit llibre, he deixat tant espai com vaig utilitzar perquè puguis escriure les teves pròpies opinions al costat contrari, i que així vegis si tu pots fer-ho millor. L'autor | » |

A la primera part, Leedskalnin manifesta el seu disgust al seu "Sweet Sixteen", argumentant que les noies haurien de mantenir-se pures, i que els nois exerceixen principalment una influència contaminant en elles. A la pàgina quatre de Un Llibre a Cada Llar, Leedskalnin escriu: 
| « | Tot el que fem deuria ser amb un bon propòsit, però com tothom sap, a una noia jove no li arriba res bo d'un jove atrevit. Quan una noia té setze o disset anys és millor del que mai no serà, però en canvi un noi als setze és més atrevit que a qualsevol altra etapa del seu desenvolupament. És massa petit per treballar però massa gran per passar el dia tancat mentre els seus pares treballen, i pot permetre's a una criatura així d'atrevida pervertir a una noia […] Perquè et diré sobre pervertir. Qualsevol cosa feta, és adequada si està feta amb la persona adequada, però si es fa amb la persona impròpia, és pervertir, i pel que fa a aquests nois estant tan atrevits amb les noies, sempre és impropi. | » |

La segona part continua tractant el tema de l'educació moral, amb diversos aforismes dirigits als pares sobre el mode correcte d'educar els seus fills. L'última part revela que Leedskalnin tenia fortes creences polítiques; recomana el dret al vot solament per als terratinents -i amb relació a la mida de les seves terres- i argumenta que: «Qualsevol que sigui massa feble per guanyar-se la vida no és prou fort com per poder votar».
Alguns autors han suggerit que aquest fullet de Leedskalnin conté, codificada entre les seves pàgines, informació addicional sobre la seva filosofia i recerca electromagnètica, i que les pàgines en blanc estan realitzades perquè el lector extregui aquest coneixement del text. Així mateix, s'ha suggerit que la constant referència de Leedskalnin al seu «Dolç Setze» és de fet una referència a la rellevància científica i/o numerològica del número 16 en la seva recerca i teories.

### Magnetisme
Els altres quatre fullets de Leedskalnin tracten de les seves teories sobre el magnetisme, detallant les seves teories que fan referència a la interacció de l'electricitat, el magnetisme i el cos humà. També proposa diversos experiments simples amb què validar les seves teories. Leedskalnin mantenia que tota la matèria està sotmesa al que ell va nomenar «imams individuals». També va mantenir que els seus científics contemporanis cercaven una explicació a l'electricitat en els llocs erronis, i només eren capaços d'apreciar «la meitat de tot el concepte» amb «instruments de mesura unilaterals».